# Messerschmitt Me 321
Мессершмітт Me 321 «Гігант» (нім. Messerschmitt Me 321 Gigant) — німецький важкий військово-транспортний планер часів Другої світової війни.

## Відео
- Messerschmitt Me 321/323 Gigant [Архівовано 21 січня 2015 у Wayback Machine.]
- Me-323 Gigant  [Архівовано 12 жовтня 2013 у Wayback Machine.]
- Gigant plane on the Eastern Front (Dec 1943)